# Friedrich Karmann

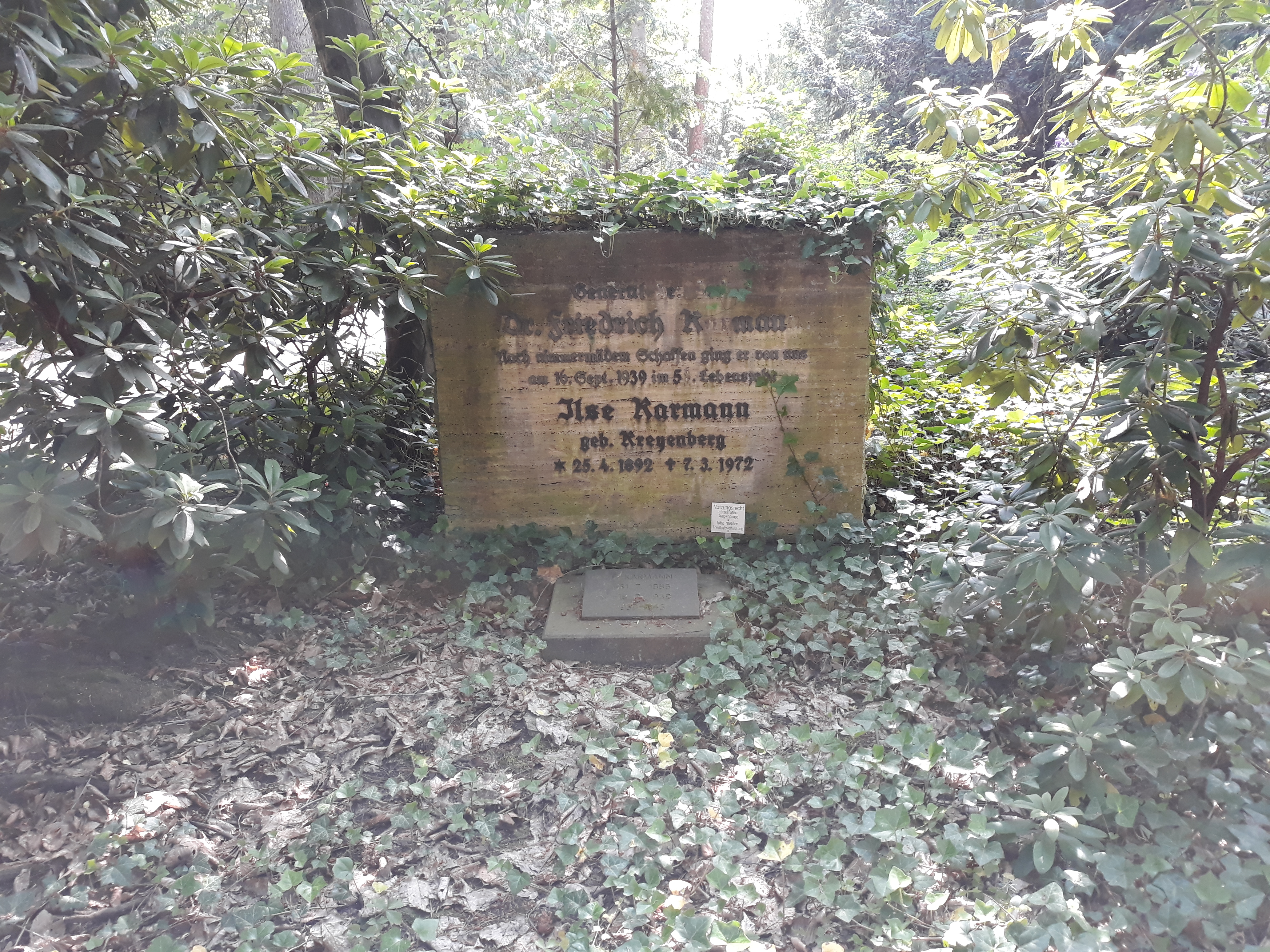
Das Grab von Friedrich Karmann und seiner Ehefrau Ilse geborene Kreyenberg auf dem Parkfriedhof Lichterfelde in Berlin

Friedrich Karmann (* 31. Juli 1885 in Hirschberg, Provinz Schlesien; † 15. September 1939 in Berlin-Steglitz) war ein deutscher General der Infanterie und Chef des Heeresverwaltungsamtes.

## Leben
Karmann trat am 27. Februar 1904 als Fähnrich in das Infanterie-Regiment „Markgraf Ludwig Wilhelm“ (3. Badisches) Nr. 111 in Rastatt ein. Dort erfolgte am 27. Januar 1905 seine Beförderung zum Leutnant und am 15. September 1906 versetzte man ihn in das benachbarte Füsilier-Regiment „Fürst Karl-Anton von Hohenzollern“ (Hohenzollernsches) Nr. 40. Vom 1. Oktober 1909 bis 21. Juni 1912 absolvierte Karmann die Kriegsakademie in Berlin und wurde zwischenzeitlich dort am 16. Juni 1912 zum Oberleutnant befördert. Als solchen kommandierte man ihn ab 1. April 1913 zum Großen Generalstab.
Mit Ausbruch des Ersten Weltkriegs erfolgte Karmanns Versetzung in den Generalstab des I. Armee-Korps sowie am 8. November 1914 seine Beförderung zum Hauptmann. Im März 1917 ernannte man Karmann zum Ersten Generalstabsoffizier der 3. Reserve-Division. Diese Funktion übte er bis über das Kriegsende hinaus aus.
Karmann wurde dann in die Reichswehr übernommen. Er wurde Pressereferent in der Nachrichtenstelle des Reichswehrministeriums unter dem Leiter, Fregattenkapitän Hans Humann. Humann und Karmann traten während des Kapp-Putsches im März 1920 zeitweise gegenüber der Pressekonferenz als Sprecher der Putschregierung auf, wobei sie sich darauf beriefen, mangels eines offiziellen Regierungssprechers den Verkehr mit der Presse übernommen zu haben.
Er wurde dem Stab des Gruppenkommandos II in Kassel zugeteilt. Ab 1. Oktober 1921 war er für zwei Jahre als Chef der 8. (MG)-Kompanie im 14. (Badisches) Infanterie-Regiment. Anschließend folgte seine Versetzung als Referent in die Organisationsabteilung (T 2) im Reichswehrministerium, wo er am 25. Januar 1924 die Beförderung zum Major erhielt. Als solcher war Karmann vom 1. Oktober 1927 bis 31. Januar 1928 Referent im Wehramt und wurde anschließend Kommandeur des I. Bataillons des 21. (Bayerisches) Infanterie-Regiments in Würzburg. Als Oberstleutnant (seit 1. Februar 1929) kehrte Karmann dann am 1. März 1931 in das Reichswehrministerium zurück. Man setzte ihn als Referent in der Völkerbundsabteilung Gruppe Heer (VGH) ein und beförderte ihn am 1. Februar 1932 zum Oberst. Nach knapp zwei Jahren war er Abteilungsleiter und ab 1. März 1934 Chef des Heeresverwaltungsamtes (VA). In dieser Funktion sollte er in den kommenden Jahren am 1. Oktober 1934 zum Generalmajor, am 1. Oktober 1936 zum Generalleutnant und schließlich am 1. April 1939 zum General der Infanterie befördert werden.
Kurz nach Beginn des Zweiten Weltkriegs ist Karmann auf seinem Posten verstorben.

## Auszeichnungen
- Eisernes Kreuz (1914) II. und I. Klasse[2]
- Ritterkreuz des Königlichen Hausordens von Hohenzollern mit Schwertern[2]
- Ehrenkreuz III. Klasse des Fürstlichen Hausordens von Hohenzollern mit Schwertern[2]
- Bayerischer Militärverdienstorden IV. Klasse mit Schwertern[2]
- Offizierskreuz des Albrechts-Ordens mit Schwertern[2]
- Ritterkreuz II. Klasse des Ordens vom Zähringer Löwen mit Schwertern und Eichenlaub[2]
- Hanseatenkreuz Hamburg[2]
- Mecklenburgisches Militärverdienstkreuz II. Klasse[2]
- Lippisches Kriegsverdienstkreuz[2]